# مایدالنا
مایدالنا (به چکی: Majdalena) یک منطقهٔ مسکونی در جمهوری چک است که در ناحیه ییندریخوف هرادتس واقع شده‌است. مایدالنا ۱۲٫۹۶ کیلومتر مربع مساحت و ۴۹۳ نفر جمعیت دارد و ۴۳۸ متر بالاتر از سطح دریا واقع شده‌است.